# Apriona gressitti
Apriona gressitti är en skalbaggsart som beskrevs av Gilmour 1958. Apriona gressitti ingår i släktet Apriona och familjen långhorningar. Inga underarter finns listade i Catalogue of Life.